# Santuario del Varallino
La chiesa di San Pietro in Vulpiate (più nota come santuario del Varallino) è un Santuario cattolico di Galliate, in provincia e diocesi di Novara.

## Storia

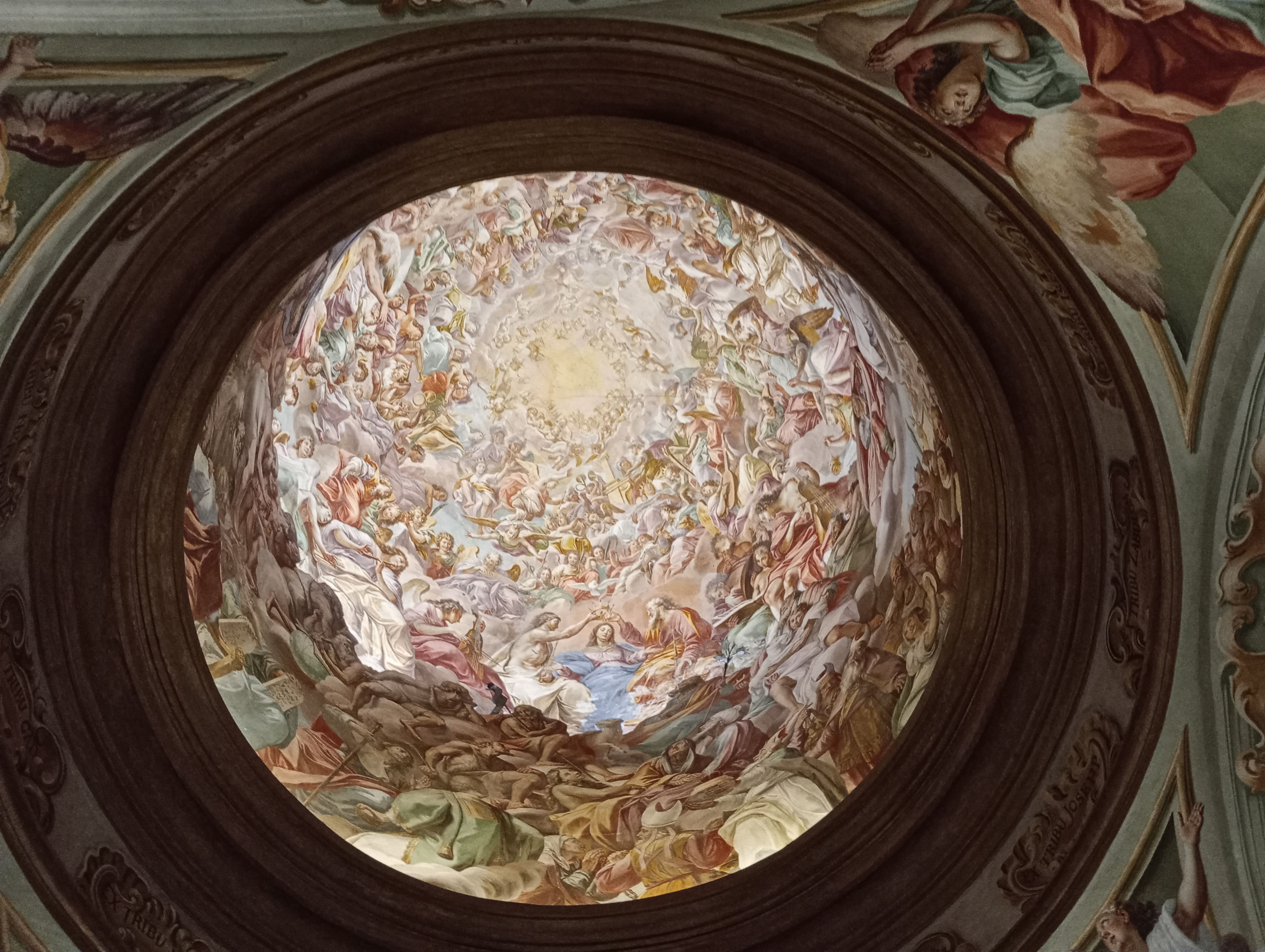
La volta del presbiterio

Il santuario venne edificato poco al di fuori del centro storico di Galliate in località Vulpiate, nel luogo dove già sorgeva una cappella campestre dedicata a San Pietro. La denominazione di San Pietro in Lupiate è attestata in documenti dell'XI secolo. Il nuovo edificio religioso venne realizzato attorno alla fine del XVI secolo e fu progettato dall'architetto milanese Pellegrino Tibaldi. La chiesa è dedicata alla Natività della Vergine, in un ambiente di pianura, le rappresentazioni plastiche del Sacro Monte di Varallo, da cui il nome di "Santuario del Varallino" con la quale è oggi più conosciuta.
All'interno dell'edificio è conservata una immagine della Madonna considerata miracolosa risalente al XV secolo, nella quale Maria è raffigurata nell'atto di porgere una pera al Bambino Gesù. Una antica leggenda racconta che una nobile signora romana posseduta dal demonio chiese la grazia di essere liberata dal maligno nel luogo ove oggi sorge il santuario.  Approssimandosi alla cappella la nobildonna cadde dalla carrozza sulla quale stava viaggiando, senza però farsi male. Rialzandosi si rese anzi conto di essere stata liberata dallo spirito maligno. Felice per la grazia ricevuta lasciò quindi un'ingente somma in denaro perché la cappella campestre fosse ingrandita e abbellita.

## Descrizione

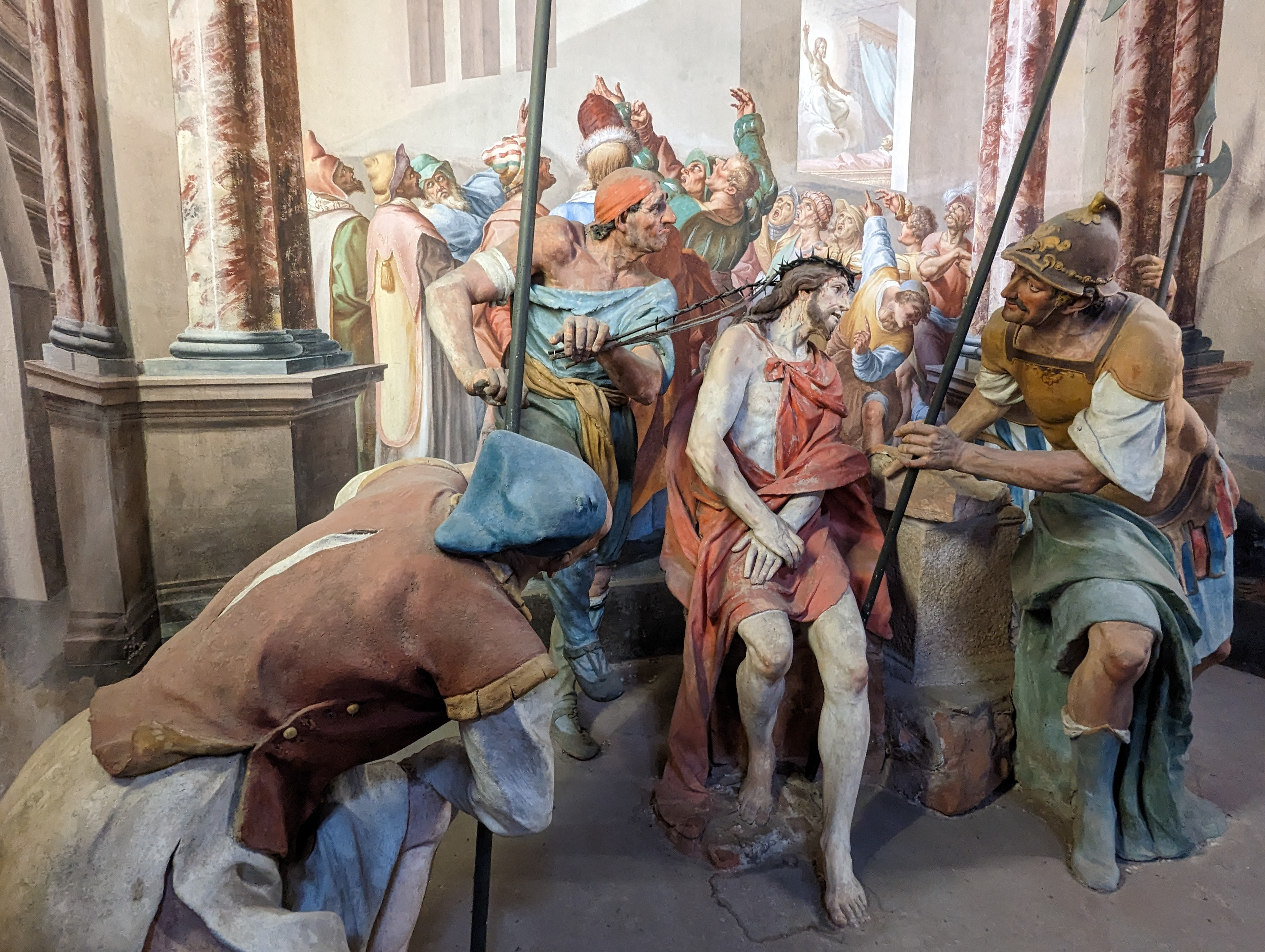
Una delle cappelle

La chiesa è collegata al centro di Galliate da un lungo viale alberato. La sua maestosa facciata, realizzata in stile eclettico e preceduta da un ampio pronao, fu progettata dall'architetto di Galliate Ercole Marietti e venne terminata nel 1894. Il piccolo campanile, che si trova sul lato destro dell'edificio, risale invece al 1870.
L'interno dell'edificio è a pianta ellittica, con una grande volta risalente al 1675 e lesene in finto marmo dello stuccatore valsesiano Jachetti.
Le cappelle laterali, realizzate a fine Cinquecento, ospitano numerose statue barocche in stucco dipinto, alcune delle quali sono opera di Dionigi Bussola. Pregevoli sono inoltre gli affreschi di Lorenzo Peracino.